# Amsatou Sow Sidibé
Amsatou Sow Sidibé (Dakar, 4 de octubre de 1953) es una académica, abogada y política senegalesa. En 2012 se convirtió en la primera mujer candidata a presidenta del país, en las elecciones presidenciales de 2012. Es profesora de la Universidad Cheikh Anta Diop donde de 2010 a 2013 asumió la dirección del Instituto para los Derechos Humanos y la paz.

## Biografía
Después de la escuela primaria en Berthe Maubert, Amsatou Sow Sidibé asistió a la escuela secundaria John-Fitzgerald-Kennedy. Se licenció en ciencias jurídicas en la Facultad de Ciencias Jurídicas y Económicas de la Universidad de Dakar. Posteriormente, se doctoró en derecho por la Universidad de París II Panthéon Assas.
Amsatou Sow Sidibé es diplomada por la Academia de Derecho Internacional de La Haya (1988) y tiene el certificado en Derecho y Economía de los Países Africanos (1978).
Ha sido miembro de la Asociación de mujeres juristas senegaleses desde 1980 y miembro de la Federación de juristas africanos. En 1995, fue miembro de la delegación senegalesa en la Conferencia Mundial de Mujeres en Beijing.
En 2010 creó su propio partido Movimiento Ciudadano Convergencia de actores para la Defensa de los Valores Republicanos (Movimiento Ciudadano CAR LENEEN (Ruptura). Fue candidata en las elecciones presidenciales senegalesas de 2012. Durante la segunda vuelta de las elecciones presidenciales en 2012, su partido unió fuerzas con Benno Bokk Yakkar para apoyar una candidatura única, la de la Alianza para la República (APR) del presidente Macky Sall.

## Activista por los derechos de las mujeres
Es fundadora y ha sido presidenta de la RAFET (Red Africana Para la Promoción de mujeres Trabajadoras) basada en Dakar.
En sus diversos papeles, Sidibé ha abogado diplomáticamente por la salud de las mujeres, la educación y la igualdad de género, ayudando a elaborar una legislación sobre la violencia contra las mujeres y a desarrollar la ley de paridad de género de Senegal en 2010, que requiere que los partidos políticos en las elecciones locales y nacionales tengan mujeres en al menos la mitad de sus candidaturas. Sidibé declaró: "Las mujeres hablan de paridad en todas partes, incluso en la selva" y ha dicho: "Necesitan estar al más alto nivel para tomar decisiones; eso es importante".

## Publicaciones
- SOW SIDIBÉ, Amsatou. 2014. Droit Civil, Droit Sénégalais: Introduction à l’Étude du Droit; État des Personnes; Famille. Dakar : CREDILA.
- « La Protection pénale des femmes contre les violences : Quelle politique criminelle ?» dans Nouvelles questions féministes, vol. 28 (2), 2009
- « Genre, inégalités et religion ». Actes du premier colloque inter-Réseaux du programme thématique Aspects de l'État de Droit et Démocratie. Sous la responsabilité scientifique de Amsatou Sow Sidibé, Paris, Éditions des Archives Contemporaines - AUF, 2007, 459 p.
- « Pourquoi une loi sur la parité au Sénégal ?» in Le Soleil,.
- « L'évolution de l'autorité dans les familles sénégalaises », Revue Afrique Juridique et Politique, volume 2, numéro 1, enero-junio de 2003, pages 125 à 170.
- « Le droit à l'épreuve du VIH» in Psychopathologie africaine, Vol. XXXI -  - 2001-2002, page 19U218.
- « François Mitterrand, Démocratie et Droits de l'Homme en Afrique» in Actes du Colloque de Dakar-Mitterrand et l'Afrique, Dakar, 1999, p. 107.
- « Politique juridique et État de Droit au Sénégal : l'exemple du droit familial» in Etat de droit, Droits fondamentaux et diversité culturelles. Textes recueillis par P. ARSAC, J-L CHABOT, H. PALLARD; Paris, l'Harmattan, 1999. pp. 165 et suiv.
- « Mutilations génitales féminines et droits de la femme au Sénégal» in DURAND, POIRIER et ROYER. La douleur et le droit : cas des mutilations pratiquées sur les femmes au Sénégal. P.U.F., 1997,  et suiv.
- « L'adoption au Sénégal et en Afrique Francophone» in Revue internationale de droit comparé, 1993, 1.  et suiv.)
- SOW SIDIBÉ, Amsatou. 1991. Le Pluralisme Juridique en Afrique : L'exemple du droit successoral sénégalais. LGDJ-Paris.
- « Le concubinage au Sénégal et en Afrique Francophone» in Des Concubinages dans le Monde, éd. CNRS, 1990, pp. 217 y ss.
- « L'excuse de provocation dans l'homicide entre conjoints en droit sénégalais» en Revue de l'Association Sénégalaise du Droit Pénal, 1993, n.º 1, pp. 7 y ss.